# Ротштат, Бронислава
Бронислава Ротштат (пол. Bronisława Rotsztatówna, также Rotsztat, Rotsztad или Rothstadt, в замужестве Ротштат-Сребрногура, пол. Rotsztat-Srebrnogórowa; 29 декабря 1906, Лодзь — 26 февраля 1949, Лодзь) — польская скрипачка еврейского происхождения.
Родилась в купеческой семье. Училась игре на скрипке у Густава Баумгартена (1888—1941), ведущего лодзинского педагога, ученика Ганса Беккера, и в консерватории Хелены Киеньской. Дебютировала в своём родном городе в 1921 году с Лодзинским филармоническим оркестром под управлением Теодора Рыдера, после чего более двух десятилетий сотрудничала с Рыдером и как с дирижёром, и как с пианистом-аккомпаниатором. В дальнейшем совершенствовала своё мастерство в Берлине под руководством Карла Флеша. В 1935 г. приняла участие в первом Международном конкурсе скрипачей имени Венявского, однако призового места не заняла.
В 1940—1944 гг. в Лодзинском гетто. Участница многочисленных концертов в Доме культуры, открывшемся в гетто в марте 1941 года. 31 декабря того же года вместе с Рыдером дала торжественный юбилейный концерт — сотый концерт Дома культуры: прозвучали произведения Иоганна Себастьяна Баха, Вольфганга Амадея Моцарта и Александра Глазунова. Также вместе с Рыдером впервые исполнила написанную уже в гетто пьесу Давида Бейгельмана «Маюфес» (пол. Majufes; не сохранилась). Концертировала до июня 1943 года. В 1943 году вышла замуж за Юзефа Сребрногуру, члена еврейской службы охраны порядка в гетто.
В августе 1944 года в ходе ликвидации гетто была вывезена в лагерь Аушвиц-Биркенау, оттуда переведена в лагерь Берген-Бельзен, где дождалась освобождения. В мае 1945 года вернулась в Лодзь и до конца жизни вновь играла в составе Лодзинского филармонического оркестра, с которым выступала и как солистка.

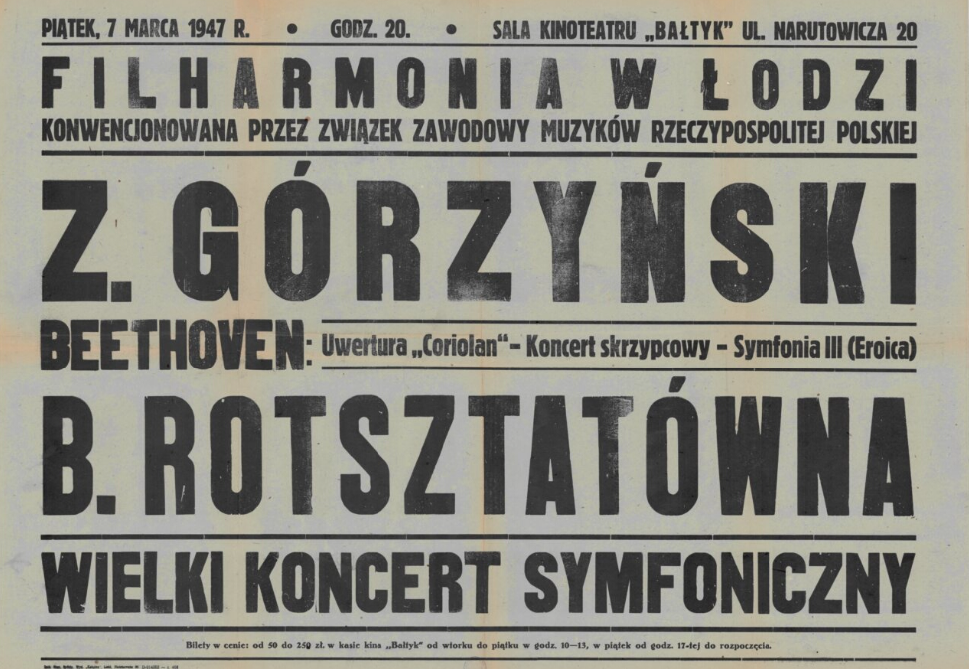
Афиша концерта Лодзинского филармонического оркестра 7 марта 1947 года (Бронислава Ротштат солирует в скрипичном концерте Людвига ван Бетховена)

Похоронена на Новом еврейском кладбище. По инициативе Лодзинской филармонии в 2016 году, к 110-летию скрипачки, в память о ней было посажено дерево в Парке уцелевших, а в 2019 году, к 70-летию со дня смерти, было отреставрировано надгробие.